# Алор
Алор (індонез. Pulau Alor) — острів в Індонезії, найбільший в Алорському архіпелазі у складі Малих Зондських островів. Адміністративно належить до провінції Східна Південно-Східна Нуса.

## Географія
На схід від острова через Омбайську протоку лежать острови Ветар та Атауро. На півночі острів омиває море Банда. На півдні через Алорську протоку лежить західна частина Тимору. Західніше Алора розташований острів Пантар.
Острів має площу 2125 км². Згідно з переписом 2020 року чисельність населення становила 163 377 осіб. Три чверті — християни-протестанти, решта — мусульмани, а в деяких містах — католики. Анімістичні ритуали та традиції все ще широко практикуються. Єдине місто на острові — Калабахі (населення приблизно 54 тис. осіб). Алор має вулканічне походження та має дуже пересічену місцевість. Регіон поблизу Калабахі є єдиною рівнинною територією.

## Історія
На острові Алор була знайдена могила жінки віком 12 тис. років. У могилі крім кісток, було виявлено 5 рибальських гачків, що зроблені мушлі морського равлика.
Португальці були першими європейцями, які прибули до регіону в 16 столітті. У той час Алор вважався домом канібалів, які не бажали приймати католицьке християнство. Лише пізніше кальвіністам вдалося навернути частину населення. Раніше іслам міг утвердитися в деяких частинах острова. У Великому Алор (Алор-Бесар) зберігається Коран 12 століття, який був привезений сюди близько 1500 року з молуккського острова Тернате п'ятьма братами-місіонерами. Кажуть, що Іанг Гого, один із цих братів, одружився з принцесою Буї Хакі з Бунга Балі (на Пантарі) і оселився у Великому Алорі, тоді як його брати оселилися в Туабанзі, Баранусі (обидва на Пантарі), Солорі та Куйлерабайні (південно-західний Алор). Португальці рідко відвідували менші острови навколо Тимору, але офіційно заявили про суверенітет. Бджолиний віск, раби та панцири черепах використовувалися тут як торгові товари.
У 1851 році португальський губернатор Жозе Жоакім Лопеш де Ліма без дозволу Лісабона продав претензії Португалії на архіпелаг Алор та інші території на Малих Зондських островах, які номінально перебували під суверенітетом Португалії, Нідерландам за 200 000 флоринів. Лопес де Ліма впав в опалу, був скинутий і заарештований, коли Лісабон дізнався про договір. Він помер у Батавії на зворотному шляху до Португалії. З 1854 р. угоди були переглянуті. Продаж був остаточно підтверджений Лісабонським договором 1859 року. Проте старі зв'язки між Алором і Португальським Тимором залишалися протягом тривалого часу. У 1886 році місцеві жителі Алора все ще сплачували щорічну данину ліураям з Лікіса у вигляді рису, кукурудзи, бавовни та інших товарів.

## Економіка
Інфраструктура острова погано розвинена. Мешканці переважно ведуть натуральне господарство. У селах вирощуютьс ваніль, тамаринд, мигдаль та інші горіхи. У лісах вирубують сандалове дерево для торгівлі.
На острові є поклади таких копалин як гіпс, каолін, нафта, природний газ, олово, золото та діаманти. Алор містить одні з найздоровших і різноманітніших коралових рифів в Індонезії та має ділянки чорного вулканічного піску, що може вприяти розвитку туризму у майбутньому.